# Бончиляс
Бончиляс (пол. Bączylas, нім. Tiefenfeld) — село в Польщі, у гміні Понець Гостинського повіту Великопольського воєводства.
Населення — 148 осіб (2011).
У 1975-1998 роках село належало до Лешненського воєводства.

## Демографія
Демографічна структура станом на 31 березня 2011 року:
|          | Загалом | Допрацездатний вік | Працездатний вік | Постпрацездатний вік |
| -------- | ------- | ------------------ | ---------------- | -------------------- |
| Чоловіки | 74      | 14                 | 55               | 5                    |
| Жінки    | 74      | 16                 | 49               | 9                    |
| Разом    | 148     | 30                 | 104              | 14                   |